# Pirahã
Ne doit pas être confondu avec Piranha.
 (novembre 2022).
Les Pirahãs sont une population de chasseurs-cueilleurs d'Amazonie, vivant principalement sur les rives du Maici, au Brésil. On compte aujourd'hui jusqu'à 8 villages pendant la saison des pluies  répartis sur les 300 miles de la rivière. Daniel Everett indique que leur nombre a considérablement augmenté depuis les années 1970, notamment grâce aux campagnes de vaccinations de l'Organisation brésilienne de la Santé, passant de 110 personnes dans les années 1960-1970 à aujourd'hui 700, voire 1 000 personnes . Romain Filstroff rapporte que malgré le faible nombre de locuteurs, l'isolement de cette population monolingue et ses motivations propres à le rester ne permettent pas de considérer le Pirahã comme une langue en danger.

## Localisation
Le peuple pirahã vit le long du Maici au Brésil. Ils sont divisés en plusieurs communautés principales, dont l'une est située près de l'embouchure du fleuve Posto Novo. Ces différentes localisations sont à l'origine de certaines différences entre les deux communautés : la communauté habitant en aval ayant davantage de contact avec les populations brésiliennes.
Parmi les autres villages se trouvent Coatá, Porto Novo, Posto Novo, Xagíopai (à sept jours de Posto Novo en canoë), et Toitoi. D. Everett cite également les villages de Forquilha Grande et Piquia.

## Culture

### Langue
Leur langue est un des piliers de leur culture et de leur identité.
C'est une langue qu'ils peuvent siffler, et c'est d'ailleurs de cette manière qu'ils communiquent lors de leurs chasses dans la jungle. Cette langue et cette culture ont chacune des caractéristiques uniques dont voici quelques exemples :
- D'après ce que les Pirahãs ont dit aux chercheurs, leur culture se base sur les expériences vécues par les individus au cours de leur vie, et ne remonte pas plus loin. Il n'y a donc pas d'Histoire, au-delà de la mémoire des vivants.

- Cette langue semble n'avoir aucune proposition relative, ni récursivité grammaticale, mais cela n'est pas encore clarifié.
- Ses sept consonnes et trois voyelles en font la langue possédant le moins de phonèmes au monde.
- Cette culture a le système de parenté le plus basique connu, les relations ne dépassant pas le cadre de la fratrie.
- Ils ne comptent que jusqu'à deux et n'ont pas de vocabulaire pour décrire les nombres. Selon les chercheurs, ils sont incapables d'apprendre des notions de calcul.
- On soupçonne que l'ensemble des pronoms de leur langue, qui est également la plus simple des langues connues[Information douteuse][réf. nécessaire], a été récemment emprunté au Tupi-guarani, et que le Pirahã n'en possédait même pas auparavant.
- Il existe une théorie contestée selon laquelle il n'y aurait pas chez eux de terminologie des couleurs. Il n'y aurait pas de racine spécifique pour les mots relatifs aux couleurs, qui puisse être identifiée. Tous les mots ayant trait à la couleur qui ont pu être recueillis sont tous des mots composés comme bi3i1sai3, « qui a la couleur du sang[a] ».
- L'art est très peu présent dans leur culture, constitué principalement de colliers et de figurines, de facture assez grossière, destinés au départ à éloigner les mauvais esprits.

Les Pirahãs font de courtes siestes allant de quinze minutes à deux heures, le jour comme la nuit, mais dorment rarement une nuit entière. Ils sont souvent affamés, non pas par manque de nourriture, mais par envie de s'endurcir (tigisái).

### Mythologie

#### Absence de mythe de la création
Aucune fiction ou mythologie n'a été découverte par les chercheurs au cours de leurs entretiens avec les Pirahãs. En particulier, ceux-ci ne croient pas à une Création du monde et pensent que « tout a toujours été ainsi ».

#### Esprits
Les esprits sont des xíbiisihiaba, c'est-à-dire des êtres « sans-sang ». Ce terme est un terme général qui regroupe le kaoáíbógí, qui est parfois incarné par des individus se cachant dans la forêt et criant, durant la nuit, des conseils aux villageois, signale des dangers ou parle de divers sujets (sexe, etc.). Les autres formes d'esprits hors-kaoáíbógí sont des kapioxiai (signifiant « il est autre »)
Parmi les esprits cités nommément par les Pirahãs se trouvent Xaítoii et Xigagaí.
Les Pirahãs se perçoivent à l'inverse comme des xíbiisi (« sang »). Les gens ayant du sang se remarquent, selon eux, à la couleur de la peau que le sang assombrit. Les personnes à la peau claire ne sont donc traditionnellement pas des humains mais des esprits selon eux. Avoir vu des personnes blanches saigner les a toutefois fait admettre que certaines personnes blanches sont des xíbiisi.

### Vision de l'univers
Selon les Pirahãs, l'univers est construit comme un mille-feuille : il y a des mondes dans le ciel et sous terre. Chacun des mondes est séparé l'un de l'autre par des frontières appelées bigí. Le xoí est la couche entre deux bigí.
Cette vision de l'univers sert notamment à expliquer les maladies. Ainsi, une personne tombe malade lorsqu'elle marche sur une feuille tombée du « bigí d'en haut ».

### Concept dekagi
Le concept de kagi, que D. Everett traduit approximativement par « associé escompté », recoupe un ensemble de situations allant du mariage aux relations personnelles, à l'association de deux nourritures, à une personne chassant avec des chiens ou à la présence de deux personnes ensemble.

## Études par les anthropologues
Le professeur et linguiste Daniel Leonard Everett a écrit le premier ouvrage de grammaire pirahã. Il a passé au total plus de sept ans parmi eux ; sa vie et sa conception du monde s'en sont trouvées bouleversées. Dans son dernier ouvrage, il défie les théories dominantes en linguistique de Noam Chomsky et relance la réflexion sur le lien entre langage et culture.[réf. nécessaire]